# Lapo
Lapo est une localité rurale dans le Sud de la Côte d'Ivoire dans la région de l'Agnéby-Tiassa. La localité rurale de Lapo est administrativement rattachée à la sous-préfecture de Grand-Morié. Sa population est estimée à environ 1 916 habitants. 